# Liste de titres québécois de films
Cette liste présente des titres québécois de films, seulement pour les cas où ceux-ci sont différents à la fois des titres originaux et des titres français.
Les titres anglophones de films doivent être traduits en français en raison de la Charte de la langue française,.
Ce tableau possède des colonnes triables qui permettent, en cliquant sur la case en haut de la colonne, d'obtenir une liste alphabétique des titres dans la colonne choisie. Pour permettre les classements alphabétiques et respecter les conventions de titrage, les articles définis sont indiqués en fin de titre et séparés par une virgule (par exemple Indestructibles, Les).
| Titre québécois                                         | Pays d'origine                                                         | Titre original                            | Titre français                                            | Source            |
| ------------------------------------------------------- | ---------------------------------------------------------------------- | ----------------------------------------- | --------------------------------------------------------- | ----------------- |
| Une vie de bestiole                                     | Drapeau des États-Unis                                                 | A Bug's Life                              | 1 001 Pattes                                              |                   |
| 16 rues                                                 | Drapeau des États-Unis                                                 | 16 Blocks                                 | 16 blocs                                                  |                   |
| Encore 17 ans                                           | Drapeau des États-Unis                                                 | 17 Again                                  | 17 ans encore                                             |                   |
| Rapides et Dangereux 2                                  | Drapeau des États-Unis                                                 | 2 Fast 2 Furious                          | 2 Fast 2 Furious                                          |                   |
| 24 heures avant nuit                                    | Drapeau des États-Unis                                                 | 25th Hour, The                            | 25e Heure, La                                             |                   |
| 13 ans, bientôt 30                                      | Drapeau des États-Unis                                                 | 13 Going on 30                            | 30 ans sinon rien                                         |                   |
| Partis en 60 secondes                                   | Drapeau des États-Unis                                                 | Gone in 60 Seconds                        | 60 secondes chrono                                        |                   |
| Au bord du désastre                                     | Drapeau des États-Unis                                                 | Edge, The                                 | À couteaux tirés                                          |                   |
| Accepté                                                 | Drapeau des États-Unis                                                 | Accepted                                  | Admis à tout prix                                         |                   |
| Brèche                                                  | Drapeau des États-Unis                                                 | Breach                                    | Agent Double                                              |                   |
| Courage à l'épreuve, Le                                 | Drapeau des États-Unis                                                 | Courage Under Fire                        | À l'épreuve du feu                                        |                   |
| Mâle Alpha                                              | Drapeau des États-Unis · Drapeau de l'Allemagne                        | Alpha Dog                                 | Alpha Dog                                                 |                   |
| Attrape-parents, L'                                     | Drapeau des États-Unis                                                 | Parent Trap, The                          | À nous quatre                                             |                   |
| 12 singes                                               | Drapeau des États-Unis                                                 | 12 Monkeys                                | Armée des douze singes, L'                                |                   |
| Aube des morts, L'                                      | Drapeau des États-Unis · Drapeau du Canada · Drapeau de la France      | Dawn of the Dead                          | Armée des morts, L'                                       |                   |
| Un sourire comme le tien                                | Drapeau des États-Unis                                                 | A Smile Like Yours                        | A Smile Like Yours                                        |                   |
| Agent secret se découvre, L'                            | Drapeau des États-Unis                                                 | Spy Hard                                  | Agent zéro zéro                                           |                   |
| Air bagnards                                            | Drapeau des États-Unis                                                 | Con Air                                   | Ailes de l'enfer, Les                                     |                   |
| Larmes fatales                                          | Drapeau des États-Unis                                                 | Loaded Weapon 1                           | Alarme fatale                                             |                   |
| Mille et une façons de mourir dans l'ouest              | Drapeau des États-Unis                                                 | A Million Ways to Die in the West         | Albert à l'ouest                                          | [réf. nécessaire] |
| De quoi j'me mêle encore                                | Drapeau des États-Unis                                                 | Look Who's Talking Too                    | Allô maman, c'est encore moi                              | [réf. nécessaire] |
| De quoi j'me mêle maintenant                            | Drapeau des États-Unis                                                 | Look Who's Talking Now                    | Allô maman, c'est Noël                                    | [réf. nécessaire] |
| De quoi j'me mêle                                       | Drapeau des États-Unis                                                 | Look Who's Talking                        | Allô maman, ici bébé                                      | [réf. nécessaire] |
| Bonjour l'amour                                         | Drapeau des États-Unis                                                 | Sweetest Thing, The                       | Allumeuses !                                              |                   |
| Beauté américaine                                       | Drapeau des États-Unis                                                 | American Beauty                           | American Beauty                                           |                   |
| Arnaque américaine                                      | Drapeau des États-Unis                                                 | American Hustle                           | American Bluff                                            |                   |
| Collège américain                                       | Drapeau des États-Unis                                                 | National Lampoon's Animal House           | American College                                          |                   |
| Gangster américain                                      | Drapeau des États-Unis                                                 | American Gangster                         | American Gangster                                         |                   |
| Tout pour le tout, Le                                   | Drapeau des États-Unis                                                 | Bring It On                               | American Girls                                            |                   |
| Graffiti américain                                      | Drapeau des États-Unis                                                 | American Graffiti                         | American Graffiti                                         |                   |
| Génération X-trême                                      | Drapeau des États-Unis                                                 | American History X                        | American History X                                        |                   |
| Purge, La                                               | Drapeau des États-Unis                                                 | Purge, The                                | American Nightmare                                        |                   |
| National Lampoon présente Van Wilder                    | Drapeau des États-Unis                                                 | National Lampoon's Van Wilder             | American Party                                            | [réf. nécessaire] |
| Folies de graduation                                    | Drapeau des États-Unis                                                 | American Pie                              | American Pie                                              |                   |
| Folies de graduation 2                                  | Drapeau des États-Unis                                                 | American Pie 2                            | American Pie 2                                            |                   |
| Folies de Graduations: Mariage, Le                      | Drapeau des États-Unis                                                 | American Wedding                          | American Pie : Marions-les !                              |                   |
| Téléphone rose, Le                                      | Drapeau des États-Unis                                                 | For a Good Time, Call…                    | American Sexy Phone                                       |                   |
| Tireur d'élite américain                                | Drapeau des États-Unis                                                 | American Sniper                           | American Sniper                                           |                   |
| 72 Heures                                               | Drapeau des États-Unis                                                 | Get Him to the Greek                      | American Trip                                             |                   |
| Hyper agent américain                                   | Drapeau des États-Unis                                                 | American Ultra                            | American Ultra                                            |                   |
| Huit en-dessous                                         | Drapeau des États-Unis                                                 | Eight Below                               | Antartica, prisonniers du froid                           |                   |
| Terreur sur huit pattes                                 | Drapeau des États-Unis                                                 | Eight Legged Freaks                       | Arac Attack, les monstres à huit pattes                   |                   |
| Blonde Atomique                                         | Drapeau des États-Unis                                                 | Atomic Blonde                             | Atomic Blonde                                             |                   |
| Austin Powers : L'Agent 00 sexe                         | Drapeau des États-Unis                                                 | Austin Powers: The Spy Who Shagged Me     | Austin Powers 2 : L'Espion qui m'a tirée                  |                   |
| Passeport pour Paris                                    | Drapeau des États-Unis                                                 | Passport to Paris                         | Aventures à Paris                                         | [réf. nécessaire] |
| Maman Porteuse                                          | Drapeau des États-Unis                                                 | Baby Mama                                 | Baby Mama                                                 |                   |
| Mauvais Garçons                                         | Drapeau des États-Unis                                                 | Bad Boys                                  | Bad Boys                                                  |                   |
| Mauvais garçons II                                      | Drapeau des États-Unis                                                 | Bad Boys II                               | Bad Boys 2                                                |                   |
| Sale prof                                               | Drapeau des États-Unis                                                 | Bad Teacher                               | Bad Teacher                                               |                   |
| Balles en feu                                           | Drapeau des États-Unis                                                 | Balls of Fury                             | Balles de feu                                             | [réf. nécessaire] |
| Fous de la moto, Les                                    | Drapeau des États-Unis                                                 | Wild Hogs                                 | Bande de sauvages                                         |                   |
| Fabriqué en Amérique                                    | Drapeau des États-Unis                                                 | American Made                             | Barry Seal: American Traffic                              |                   |
| Batman : Le commencement                                | Drapeau des États-Unis                                                 | Batman Begins                             | Batman Begins                                             |                   |
| Batman à jamais                                         | Drapeau des États-Unis                                                 | Batman Forever                            | Batman Forever                                            |                   |
| Bataille Navale                                         | Drapeau des États-Unis                                                 | Battleship                                | Battleship                                                |                   |
| Ados en révolte                                         | Drapeau des États-Unis                                                 | Youth in Revolt                           | Be Bad!                                                   | [réf. nécessaire] |
| Aventures de bébé, Les                                  | Drapeau des États-Unis                                                 | Baby's Day Out                            | Bébé part en vadrouille                                   |                   |
| Bételgeuse                                              | Drapeau des États-Unis                                                 | Beetlejuice                               | Beetlejuice                                               |                   |
| Secret est dans la sauce, Le                            | Drapeau des États-Unis                                                 | Fried Green Tomatoes                      | Beignets de tomates vertes                                |                   |
| Trésor national                                         | Drapeau des États-Unis                                                 | National Treasure                         | Benjamin Gates et le Trésor des Templiers                 |                   |
| Trésor national : le livre des secrets                  | Drapeau des États-Unis                                                 | National Treasure: Book of Secrets        | Benjamin Gates et le Livre des secrets                    |                   |
| Drôle de père                                           | Drapeau des États-Unis                                                 | Big Daddy                                 | Big Daddy                                                 |                   |
| Légende du gros poisson, La                             | Drapeau des États-Unis                                                 | Big Fish                                  | Big Fish                                                  |                   |
| Chez Big Momma 2                                        | Drapeau des États-Unis                                                 | Big Momma's House                         | Big Mamma 2                                               | [réf. nécessaire] |
| Ce soir, tout est permis                                | Drapeau des États-Unis                                                 | Can't Hardly Wait                         | Big Party                                                 |                   |
| Naissance, La                                           | Drapeau des États-Unis                                                 | Birth                                     | Birth                                                     |                   |
| Carnet noir, Le                                         | Drapeau des Pays-Bas                                                   | Zwartboek                                 | Black Book                                                |                   |
| Traquer                                                 | Drapeau des États-Unis                                                 | Black Dog                                 | Black Dog                                                 |                   |
| Téléphone noir, Le                                      | Drapeau des États-Unis                                                 | The Black Phone                           | Black Phone                                               |                   |
| Blonde et légale 2: Rouge, blanc et blonde              | Drapeau des États-Unis                                                 | Legally Blonde 2: Red, White and Blonde   | Blonde contre-attaque, La                                 |                   |
| Diamant de sang, Le                                     | Drapeau des États-Unis                                                 | Blood Diamond                             | Blood Diamond                                             |                   |
| Défi Bleu                                               | Drapeau des États-Unis                                                 | Blue Crush                                | Blue Crush                                                |                   |
| Combinaison gagnante                                    | Drapeau des États-Unis                                                 | Lucky Numbers                             | Bon Numéro, Le                                            |                   |
| Boîte, La                                               | Drapeau des États-Unis                                                 | Box, The                                  | Box, The                                                  |                   |
| Panne fatale                                            | Drapeau des États-Unis                                                 | Breakdown                                 | Breakdown                                                 |                   |
| Bruce le tout-puissant                                  | Drapeau des États-Unis                                                 | Bruce Almighty                            | Bruce tout-puissant                                       |                   |
| Train à grande vitesse                                  | Drapeau des États-Unis                                                 | Bullet Train                              | Bullet Train                                              |                   |
| Bagnoles, Les                                           | Drapeau des États-Unis                                                 | Cars                                      | Cars                                                      |                   |
| Bagnoles 2, Les                                         | Drapeau des États-Unis                                                 | Cars 2                                    | Cars 2                                                    |                   |
| Bagnoles 3, Les                                         | Drapeau des États-Unis                                                 | Cars 3                                    | Cars 3                                                    |                   |
| Là-haut, comme ici-bas                                  | Drapeau des États-Unis · Drapeau de la France                          | As Above, So Below                        | Catacombes                                                |                   |
| Laisse tomber, il te mérite pas                         | Drapeau des États-Unis                                                 | He's Just Not That Into You               | Ce que pensent les hommes                                 | [réf. nécessaire] |
| Cible, La                                               | Drapeau des États-Unis                                                 | Hard Target                               | Chasse à l'homme                                          | [réf. nécessaire] |
| Moisson, La                                             | Drapeau des États-Unis                                                 | Reaping, The                              | Châtiments, Les                                           | [réf. nécessaire] |
| Chérie, j'ai gonflé le bébé                             | Drapeau des États-Unis                                                 | Honey I Blew Up the Kid                   | Chérie, j'ai agrandi le bébé                              | [réf. nécessaire] |
| Chérie, j'ai réduit les enfants                         | Drapeau des États-Unis                                                 | Honey, I Shrunk the Kids                  | Chérie, j'ai rétréci les gosses                           | [réf. nécessaire] |
| Chérie, je nous ai réduits                              | Drapeau des États-Unis                                                 | Honey, We Shrunk Ourselves                | Chérie, nous avons été rétrécis                           | [réf. nécessaire] |
| Poulets en fuite                                        | Drapeau des États-Unis                                                 | Chicken Run                               | Chicken Run                                               |                   |
| Assaut sur la Maison-Blanche                            | Drapeau des États-Unis                                                 | Olympus Has Fallen                        | Chute de la Maison-Blanche, La                            |                   |
| Nettoyeur, Le                                           | Drapeau des États-Unis                                                 | Cleaner                                   | Cleaner                                                   | [réf. nécessaire] |
| Cartographie des nuages                                 | Drapeau des États-Unis                                                 | Cloud Atlas                               | Cloud Atlas                                               |                   |
| Mercure à la hausse                                     | Drapeau des États-Unis                                                 | Mercury Rising                            | Code Mercury                                              | [réf. nécessaire] |
| Conjuration, La                                         | Drapeau des États-Unis                                                 | Conjuring, The                            | Conjuring : Les Dossiers Warren                           |                   |
| Bloqueurs                                               | Drapeau des États-Unis                                                 | Blockers                                  | Contrôle Parental                                         |                   |
| Tache, La                                               | Drapeau des États-Unis                                                 | Human Stain, The                          | Couleur du mensonge, La                                   | [réf. nécessaire] |
| Cours, Lola, cours !                                    | Drapeau de l'Allemagne                                                 | Lola rennt                                | Cours, Lola, cours                                        | [réf. nécessaire] |
| À la croisée des chemins                                | Drapeau des États-Unis                                                 | Crossroads                                | Crossroads                                                | [réf. nécessaire] |
| Danser dans le noir                                     | Drapeau des États-Unis                                                 | Dancer in the Dark                        | Dancer in the Dark                                        |                   |
| Enchaîné                                                | Drapeau des États-Unis · Drapeau du Royaume-Uni · Drapeau de la France | Unleashed                                 | Danny the Dog                                             |                   |
| Chevalier noir, Le                                      | Drapeau des États-Unis                                                 | Dark Knight, The                          | Dark Knight : Le Chevalier noir, The                      |                   |
| Ascension du chevalier noir, L'                         | Drapeau des États-Unis                                                 | Dark Knight Rises, The                    | Dark Knight Rises, The                                    |                   |
| Passé revient, Le                                       | Drapeau des États-Unis                                                 | Dead Again                                | Dead Again                                                | [réf. nécessaire] |
| Amant diabolique, Le'                                   | Drapeau de la France                                                   | Demonlover                                | Demonlover                                                | [réf. nécessaire] |
| Enjeux de la mort, Les                                  | Drapeau des États-Unis                                                 | Dead Pool, The                            | Dernière Cible, La                                        |                   |
| Fille du général, La                                    | Drapeau des États-Unis                                                 | General's Daughter, The                   | Déshonneur d'Elisabeth Campbell, Le                       | [réf. nécessaire] |
| Destination ultime 3                                    | Drapeau des États-Unis                                                 | Final Destination 3                       | Destination finale 3                                      |                   |
| Destination ultime, La                                  | Drapeau des États-Unis                                                 | Final Destination, The                    | Destination finale 4                                      | [réf. nécessaire] |
| Collé à toi                                             | Drapeau des États-Unis                                                 | Stuck on You                              | Deux en un                                                |                   |
| Vis libre ou crève                                      | Drapeau des États-Unis                                                 | Live Free or Die Hard                     | Die Hard 4 : Retour en enfer                              | [réf. nécessaire] |
| Danse lascive                                           | Drapeau des États-Unis                                                 | Dirty Dancing                             | Dirty Dancing                                             |                   |
| Django déchaîné                                         | Drapeau des États-Unis                                                 | Django Unchained                          | Django Unchained                                          |                   |
| Double condamnation                                     | Drapeau des États-Unis                                                 | Double Jeopardy                           | Double Jeu                                                |                   |
| Sang-froid                                              | Drapeau des États-Unis                                                 | Drive                                     | Drive                                                     |                   |
| Dernière chance                                         | Drapeau des États-Unis                                                 | Heart and Souls                           | Drôles de fantômes                                        |                   |
| Cloche et l'Idiot, La                                   | Drapeau des États-Unis                                                 | Dumb and Dumber                           | Dumb and Dumber                                           |                   |
| Duplicité                                               | Drapeau des États-Unis                                                 | Duplicity                                 | Duplicity                                                 |                   |
| Ultime vengeance                                        | Drapeau des États-Unis                                                 | Hard to Kill                              | Échec et Mort                                             |                   |
| Deux épais en cavale                                    | Drapeau des États-Unis                                                 | Dude, Where's My Car?                     | Eh mec ! Elle est où ma caisse ?                          |                   |
| Grossesse surprise                                      | Drapeau des États-Unis                                                 | Knocked Up                                | En cloque, mode d'emploi                                  |                   |
| Diaboliquement vôtre                                    | Drapeau des États-Unis                                                 | Bedazzled                                 | Endiablé                                                  |                   |
| Atlantis : Le Retour de Milo                            | Drapeau des États-Unis                                                 | Atlantis: Milo's Return                   | Énigmes de l'Atlantide, Les                               | [réf. nécessaire] |
| Amour et Magie                                          | Drapeau des États-Unis                                                 | Practical Magic                           | Ensorceleuses, Les                                        | [réf. nécessaire] |
| Maison près du lac, La                                  | Drapeau des États-Unis                                                 | Lake House, The                           | Entre deux rives                                          | [réf. nécessaire] |
| Famille Stone, La                                       | Drapeau des États-Unis                                                 | Family Stone, The                         | Esprit de famille                                         |                   |
| Femmes de Stepford, Les                                 | Drapeau des États-Unis                                                 | Stepford Wives, The                       | Et l'homme créa la femme                                  | [réf. nécessaire] |
| Du soleil plein la tête                                 | Drapeau des États-Unis                                                 | Eternal Sunshine of the Spotless Mind     | Eternal Sunshine of the Spotless Mind                     |                   |
| À l'ombre de Shawshank                                  | Drapeau des États-Unis                                                 | Shawshank Redemption, The                 | Évadés, Les                                               | [réf. nécessaire] |
| Evan le Tout-Puissant                                   | Drapeau des États-Unis                                                 | Evan Almighty                             | Evan tout-puissant                                        | [réf. nécessaire] |
| Sacrifiés, Les                                          | Drapeau des États-Unis                                                 | Expendables, The                          | Expendables : Unité spéciale                              | [réf. nécessaire] |
| Yeux grand fermés, Les                                  | Drapeau des États-Unis                                                 | Eyes Wide Shut                            | Eyes Wide Shut                                            | [réf. nécessaire] |
| Ensaignants, Les                                        | Drapeau des États-Unis                                                 | Faculty, The                              | Faculty, The                                              |                   |
| Maîtresse de maison, La                                 | Drapeau des États-Unis                                                 | HouseSitter                               | Fais comme chez toi !                                     | [réf. nécessaire] |
| La fièvre des planches                                  | Drapeau des États-Unis                                                 | Fame                                      | Fame                                                      | [réf. nécessaire] |
| Affaire de famille                                      | Drapeau des États-Unis                                                 | Family Business                           | Family Business                                           | [réf. nécessaire] |
| Fantômes du Mississippi                                 | Drapeau des États-Unis                                                 | Ghosts of Mississippi                     | Fantômes du passé, Les                                    | [réf. nécessaire] |
| Rapides et dangereux                                    | Drapeau des États-Unis                                                 | Fast and the Furious, The                 | Fast and Furious                                          |                   |
| Alter ego                                               | Drapeau des États-Unis                                                 | Dead Ringers                              | Faux-semblants                                            | [réf. nécessaire] |
| Drôles de blondes                                       | Drapeau des États-Unis                                                 | White Chicks                              | FBI : Fausses blondes infiltrées                          |                   |
| Clochette                                               | Drapeau des États-Unis                                                 | Tinker Bell                               | Fée Clochette, La                                         | [réf. nécessaire] |
| Festin d'amour                                          | Drapeau des États-Unis                                                 | Feast of Love                             | Festin d'amour                                            | [réf. nécessaire] |
| Le feu de la dance                                      | Drapeau des États-Unis                                                 | Flashdance                                | Flashdance                                                | [réf. nécessaire] |
| Un duo d'enfer                                          | Drapeau des États-Unis                                                 | Heat, The                                 | Flingueuses, Les                                          |                   |
| Combats de rue                                          | Drapeau des États-Unis                                                 | Fighting                                  | Fighting                                                  |                   |
| Drôles de jeux                                          | Drapeau de la France · Drapeau des États-Unis · Drapeau du Royaume-Uni | Funny Games                               | Funny Games U.S.                                          | [réf. nécessaire] |
| Géotempête                                              | Drapeau des États-Unis                                                 | Geostorm                                  | Geostorm                                                  |                   |
| C'est le petit qu'il nous faut                          | Drapeau des États-Unis                                                 | Get Shorty                                | Get Shorty                                                |                   |
| Mon fantôme d'amour                                     | Drapeau des États-Unis                                                 | Ghost                                     | Ghost                                                     |                   |
| Fantômes sur Mars                                       | Drapeau des États-Unis                                                 | John Carpenter's Ghosts of Mars           | Ghosts of Mars                                            |                   |
| Brillantine                                             | Drapeau des États-Unis                                                 | Grease                                    | Grease                                                    |                   |
| Légende vivante du rock'n roll, La                      | Drapeau des États-Unis                                                 | Great Balls of Fire!                      | Great Balls of Fire!                                      | [réf. nécessaire] |
| Frelon Vert, Le                                         | Drapeau des États-Unis                                                 | Green Hornet, The                         | Green Hornet, The                                         |                   |
| Chapeau Noir                                            | Drapeau des États-Unis                                                 | Blackhat                                  | Hacker                                                    |                   |
| Bon Côté des choses, Le                                 | Drapeau des États-Unis                                                 | Silver Linings Playbook                   | Happiness Therapy                                         |                   |
| Petits Pieds du bonheur, Les                            | Drapeau des États-Unis                                                 | Happy Feet                                | Happy Feet                                                |                   |
| Veille du nouvel an, La                                 | Drapeau des États-Unis                                                 | New Year's Eve                            | Happy New Year                                            |                   |
| Traquenard                                              | Drapeau des États-Unis                                                 | Entrapment                                | Haute Voltige                                             | [réf. nécessaire] |
| Conduite infernale                                      | Drapeau des États-Unis                                                 | Hell Driver                               | Hell Driver                                               | [réf. nécessaire] |
| Incisions                                               | Drapeau des États-Unis                                                 | Slither                                   | Horribilis                                                | [réf. nécessaire] |
| Blessures fatales                                       | Drapeau des États-Unis                                                 | Exit Wounds                               | Hors limites                                              |                   |
| Heures, Les                                             | Drapeau des États-Unis                                                 | Hours, The                                | Hours, The                                                | [réf. nécessaire] |
| Sur les traces du Père Noël 2                           | Drapeau des États-Unis                                                 | The Santa Clause 2                        | Hyper Noël                                                | [réf. nécessaire] |
| À travers le temps                                      | Drapeau du Royaume-Uni                                                 | About Time                                | Il était temps                                            |                   |
| Imposteur, Le'                                          | Drapeau des États-Unis                                                 | Impostor                                  | Impostor                                                  | [réf. nécessaire] |
| Chaussure à son pied                                    | Drapeau des États-Unis                                                 | In Her Shoes                              | In Her Shoes                                              | [réf. nécessaire] |
| À vif                                                   | Drapeau des États-Unis                                                 | In the Cut                                | In the Cut                                                | [réf. nécessaire] |
| Retour au bercail : L'Incroyable Randonnée              | Drapeau des États-Unis                                                 | Homeward Bound: The Incredible Journey    | Incroyable Voyage, L'                                     | [réf. nécessaire] |
| Retour au bercail II : Perdus à San Francisco           | Drapeau des États-Unis                                                 | Homeward Bound II: Lost in San Francisco  | Incroyable Voyage II : À San Francisco, L'                | [réf. nécessaire] |
| Incroyable, Les                                         | Drapeau des États-Unis                                                 | Incredibles, The                          | Indestructibles, Les                                      | [réf. nécessaire] |
| Commando des bâtards, Le                                | Drapeau des États-Unis                                                 | Inglourious Basterds                      | Inglourious Basterds                                      |                   |
| Informateur, L'                                         | Drapeau des États-Unis                                                 | Inside Man                                | Inside Man : L'Homme de l'intérieur                       |                   |
| Invasion, L'                                            | Drapeau des États-Unis                                                 | Invasion, The                             | Invasion                                                  | [réf. nécessaire] |
| Île, L'                                                 | Drapeau des États-Unis                                                 | Island, The                               | Island, The                                               | [réf. nécessaire] |
| Morts de peur                                           | Drapeau des États-Unis                                                 | Jeepers Creepers                          | Jeepers Creepers, le chant du diable                      |                   |
| Marche ou crève - vengeance définitive                  | Drapeau des États-Unis                                                 | Die Hard with a Vengeance                 | Journée en enfer, Une                                     |                   |
| Parc jurassique, Le                                     | Drapeau des États-Unis                                                 | Jurassic Park                             | Jurassic Park                                             |                   |
| Monde perdu : Parc jurassique, Le                       | Drapeau des États-Unis                                                 | The Lost World : Jurassic Park            | Monde perdu : Jurassic Park, Le                           |                   |
| Monde jurassique                                        | Drapeau des États-Unis                                                 | Jurassic World                            | Jurassic World                                            |                   |
| Monde jurassique : Royaume perdu, Le                    | Drapeau des États-Unis                                                 | Jurassic World : Fallen Kingdom           | Jurassic World: Fallen Kingdom                            |                   |
| Tuer Bill                                               | Drapeau des États-Unis                                                 | Kill Bill                                 | Kill Bill                                                 |                   |
| Un empereur nouveau genre                               | Drapeau des États-Unis                                                 | Emperor's new groove, The                 | Kuzco, l'empereur mégalo                                  |                   |
| Los Angeles interdite                                   | Drapeau des États-Unis                                                 | L.A. Confidential                         | L.A. Confidential                                         | [réf. nécessaire] |
| Peur et dégoût à Las Vegas                              | Drapeau des États-Unis                                                 | Fear and Loathing in Las Vegas            | Las Vegas Parano                                          |                   |
| Dernier des héros, Le                                   | Drapeau des États-Unis                                                 | Last Action Hero                          | Last Action Hero                                          | [réf. nécessaire] |
| Nuit dernière, La                                       | Drapeau des États-Unis                                                 | Last Night                                | Last Night                                                |                   |
| Mélodie des prairies, La                                | Drapeau des États-Unis                                                 | A Prairie Home Companion                  | Last Show, The                                            | [réf. nécessaire] |
| Professionnel, Le                                       | Drapeau de la France                                                   | Professional, The                         | Léon                                                      | [réf. nécessaire] |
| Lettres d'un tueur                                      | Drapeau des États-Unis                                                 | Letters from a Killer                     | Lettres à un tueur                                        | [réf. nécessaire] |
| Destin des Logan, Le                                    | Drapeau des États-Unis                                                 | Logan Lucky                               | Logan Lucky                                               |                   |
| Meurtre légitime                                        | Drapeau des États-Unis                                                 | Righteous Kill                            | Loi et l'Ordre, La                                        |                   |
| Traduction infidèle                                     | Drapeau des États-Unis                                                 | Lost in Translation                       | Lost in Translation                                       |                   |
| Réellement l'amour                                      | Drapeau des États-Unis                                                 | Love Actually                             | Love Actually                                             |                   |
| Amour en jeu, L'                                        | Drapeau des États-Unis                                                 | Playing for Keeps                         | Love Coach                                                |                   |
| C'est bien ma chance!                                   | Drapeau des États-Unis                                                 | Just My Luck                              | Lucky Girl                                                | [réf. nécessaire] |
| Folles du cash                                          | Drapeau des États-Unis                                                 | Mad Money                                 | Mad Money                                                 |                   |
| Analyse-moi ça!                                         | Drapeau des États-Unis                                                 | Analyze This                              | Mafia Blues                                               |                   |
| Chemins de la culpabilité, Les                          | Drapeau des États-Unis                                                 | Guilt Trip, The                           | Maman, j'ai raté ma vie                                   |                   |
| Mamma Mia! C'est reparti                                | Drapeau des États-Unis · Drapeau du Royaume-Uni                        | Mamma Mia! Here We Go Again               | Mamma Mia! Here We Go Again                               |                   |
| Homme d'acier, L'                                       | Drapeau des États-Unis                                                 | Man of Steel                              | Man of Steel                                              |                   |
| Homme en feu, L'                                        | Drapeau des États-Unis                                                 | Man on Fire                               | Man on Fire                                               |                   |
| Candidate, La                                           | Drapeau des États-Unis                                                 | Contender, The                            | Manipulations                                             | [réf. nécessaire] |
| Manoir hanté, Le                                        | Drapeau des États-Unis                                                 | Haunted Mansion, The                      | Manoir hanté et les 999 Fantômes, Le                      | [réf. nécessaire] |
| Ford contre Ferrari                                     | Drapeau des États-Unis                                                 | Ford v. Ferrari                           | Mans 66, Le                                               |                   |
| Mars attaque!                                           | Drapeau des États-Unis                                                 | Mars Attacks!                             | Mars Attacks!                                             |                   |
| Marie a un je-ne-sais-quoi                              | Drapeau des États-Unis                                                 | There's Something about Mary              | Mary à tout prix                                          |                   |
| Plan de match                                           | Drapeau des États-Unis                                                 | Game Plan, The                            | Maxi papa                                                 |                   |
| Hommes en noir                                          | Drapeau des États-Unis                                                 | Men in Black                              | Men in Black                                              |                   |
| Demoiselles d'honneur                                   | Drapeau des États-Unis                                                 | Bridesmaids                               | Mes meilleures amies                                      |                   |
| Dernier essai, Le                                       | Drapeau des États-Unis                                                 | Longest Yard, The                         | Mi-temps au mitard                                        |                   |
| Nous sommes les Miller                                  | Drapeau des États-Unis                                                 | We're the Millers                         | Miller, une famille en herbe, Les                         |                   |
| Rapport minoritaire                                     | Drapeau des États-Unis                                                 | Minority Report                           | Minority Report                                           |                   |
| Grand miracle, Le                                       | Drapeau des États-Unis · Drapeau du Royaume-Uni                        | Big Miracle                               | Miracle en Alaska                                         |                   |
| Porté disparu                                           | Drapeau des États-Unis                                                 | Missing                                   | Missing                                                   | [réf. nécessaire] |
| Brume, La                                               | Drapeau des États-Unis                                                 | Stephen King's The Mist                   | Mist, The                                                 | [réf. nécessaire] |
| Détestable moi                                          | Drapeau des États-Unis                                                 | Despicable Me                             | Moi, moche et méchant                                     |                   |
| Détestable moi 2                                        | Drapeau des États-Unis                                                 | Despicable Me 2                           | Moi, moche et méchant 2                                   |                   |
| Trouver Nemo                                            | Drapeau des États-Unis                                                 | Finding Nemo                              | Monde de Nemo, Le                                         | [réf. nécessaire] |
| Université des monstres, L'                             | Drapeau des États-Unis                                                 | Monsters University                       | Monstres Academy                                          |                   |
| Monstres, Inc.                                          | Drapeau des États-Unis                                                 | Monsters, Inc.                            | Monstres et Cie                                           | [réf. nécessaire] |
| Gloire des ondes, La                                    | Drapeau des États-Unis                                                 | Morning Glory                             | Morning Glory                                             |                   |
| Fiancée à la carte                                      | Drapeau des États-Unis                                                 | Birtday Girl                              | Nadia                                                     | [réf. nécessaire] |
| Nuit et jour                                            | Drapeau des États-Unis                                                 | Knight and Day                            | Night and Day                                             |                   |
| Coup musclé                                             | Drapeau des États-Unis                                                 | Pain & Gain                               | No Pain No Gain                                           |                   |
| Mariée cadavérique, La                                  | Drapeau des États-Unis                                                 | Corpse Bride                              | Noces funèbres, Les                                       |                   |
| Sans retour                                             | Drapeau des États-Unis                                                 | Point of No Return                        | Nom de code : Nina                                        | [réf. nécessaire] |
| Inconnu de Las Vegas, L'                                | Drapeau des États-Unis                                                 | Ocean's Eleven                            | Ocean's Eleven                                            | [réf. nécessaire] |
| Danny Ocean 13                                          | Drapeau des États-Unis                                                 | Ocean's Thirteen                          | Ocean's Thirteen                                          | [réf. nécessaire] |
| Retour de Danny Ocean, Le                               | Drapeau des États-Unis                                                 | Ocean's Twelve                            | Ocean's Twelve                                            |                   |
| Histoire de Pi, L'                                      | Drapeau des États-Unis                                                 | Life of Pi                                | Odyssée de Pi, L'                                         |                   |
| Otages de la peur                                       | Drapeau des États-Unis                                                 | Hostage                                   | Otage                                                     |                   |
| Cannabis 101                                            | Drapeau des États-Unis                                                 | Outside Providence                        | Années lycée, Les                                         | [réf. nécessaire] |
| Rives du Pacifique                                      | Drapeau des États-Unis                                                 | Pacific Rim                               | Pacific Rim                                               |                   |
| Chambre forte, La                                       | Drapeau des États-Unis                                                 | Panic Room                                | Panic Room                                                | [réf. nécessaire] |
| Route des campus, La                                    | Drapeau des États-Unis                                                 | College Road Trip                         | Papa, la Fac et moi                                       |                   |
| Dérangée                                                | Drapeau des États-Unis                                                 | Unsane                                    | Paranoïa                                                  |                   |
| Fille du New Jersey, La                                 | Drapeau des États-Unis                                                 | Jersey Girl                               | Père et Fille                                             | [réf. nécessaire] |
| Express en péril                                        | Drapeau des États-Unis                                                 | Under Siege 2: Dark Territory             | Piège à grande vitesse                                    |                   |
| Cuirassé en péril                                       | Drapeau des États-Unis                                                 | Under Siege                               | Piège en haute mer                                        |                   |
| Au-delà des pins                                        | Drapeau des États-Unis                                                 | Place Beyond the Pines, The               | Place Beyond the Pines, The                               |                   |
| Avions, Les                                             | Drapeau des États-Unis                                                 | Planes                                    | Planes                                                    |                   |
| Avions: les pompiers du ciel, Les                       | Drapeau des États-Unis                                                 | Planes 2                                  | Planes 2                                                  |                   |
| Faux départ                                             | Drapeau des États-Unis                                                 | Failure to Launch                         | Playboy à saisir                                          |                   |
| Alerte météo                                            | Drapeau des États-Unis                                                 | Hard Rain                                 | Pluie d'enfer                                             |                   |
| Extrême limite                                          | Drapeau des États-Unis                                                 | Point Break                               | Point Break                                               | [réf. nécessaire] |
| Voici Polly                                             | Drapeau des États-Unis                                                 | Along Came Polly                          | Polly et moi                                              |                   |
| Clé des secrets, La                                     | Drapeau des États-Unis                                                 | Skeleton Key, The                         | Porte des secrets, La                                     | [réf. nécessaire] |
| Portraits de femmes                                     | Drapeau des États-Unis                                                 | Portrait of a Lady, The                   | Portrait de femme                                         | [réf. nécessaire] |
| Facteur, Le                                             | Drapeau des États-Unis                                                 | Postman, The                              | Postman                                                   | [réf. nécessaire] |
| Au-delà du Jeu et de l'Amour                            | Drapeau des États-Unis                                                 | For Love of the Game                      | Pour l'amour du jeu                                       |                   |
| Prémonition                                             | Drapeau des États-Unis                                                 | Premonition                               | Prémonitions                                              | [réf. nécessaire] |
| Mes chers concitoyens                                   | Drapeau des États-Unis                                                 | My Fellow Americans                       | Président ? Vous avez dit président ?                     | [réf. nécessaire] |
| Une jolie femme                                         | Drapeau des États-Unis                                                 | Pretty Woman                              | Pretty Woman                                              |                   |
| Couleurs primaires                                      | Drapeau des États-Unis                                                 | Primary Colors                            | Primary Colors                                            | [réf. nécessaire] |
| Nigaud de professeur                                    | Drapeau des États-Unis                                                 | Nutty Professor, The                      | Professeur foldingue, Le                                  |                   |
| Fiction pulpeuse                                        | Drapeau des États-Unis                                                 | Pulp Fiction                              | Pulp Fiction                                              |                   |
| Je vous déclare Chuck et Larry                          | Drapeau des États-Unis                                                 | I Now Pronounce You Chuck & Larry         | Quand Chuck rencontre Larry                               |                   |
| Arnaque en talons                                       | Drapeau des États-Unis                                                 | Hustlers                                  | Queens                                                    |                   |
| Comme un taureau sauvage                                | Drapeau des États-Unis                                                 | Raging Bull                               | Raging Bull                                               |                   |
| Apprentis Champions, Les                                | Drapeau des États-Unis                                                 | Cool Runnings                             | Rasta Rockett                                             | [réf. nécessaire] |
| Blonde et légale                                        | Drapeau des États-Unis                                                 | Legally Blonde                            | Revanche d'une blonde, La                                 |                   |
| Prime, La                                               | Drapeau des États-Unis                                                 | One for the Money                         | Recherche Bad Boys désespérément                          | [réf. nécessaire] |
| Soyez prêts pour Ricki                                  | Drapeau des États-Unis                                                 | Ricki and the Flash                       | Ricki and the Flash                                       |                   |
| On ne rigole pas avec le Zohan                          | Drapeau des États-Unis                                                 | You Don't Mess with the Zohan             | Rien que pour vos cheveux                                 | [réf. nécessaire] |
| Bébé de Rosemary, Le                                    | Drapeau des États-Unis                                                 | Rosemary's Baby                           | Rosemary's Baby                                           |                   |
| Oublie Sarah Marshall                                   | Drapeau des États-Unis                                                 | Forgetting Sarah Marshall                 | Sans Sarah, rien ne va !                                  |                   |
| Décadence                                               | Drapeau des États-Unis                                                 | Saw                                       | Saw                                                       | [réf. nécessaire] |
| Décadence II                                            | Drapeau des États-Unis                                                 | Saw II                                    | Saw 2                                                     | [réf. nécessaire] |
| Décadence III                                           | Drapeau des États-Unis                                                 | Saw III                                   | Saw 3                                                     | [réf. nécessaire] |
| Décadence IV                                            | Drapeau des États-Unis                                                 | Saw IV                                    | Saw 4                                                     |                   |
| Décadence V                                             | Drapeau des États-Unis                                                 | Saw V                                     | Saw 5                                                     | [réf. nécessaire] |
| Film de peur                                            | Drapeau des États-Unis                                                 | Scary Movie                               | Scary Movie                                               | [réf. nécessaire] |
| Film de peur 2                                          | Drapeau des États-Unis                                                 | Scary Movie 2                             | Scary Movie 2                                             | [réf. nécessaire] |
| Film de peur 3                                          | Drapeau des États-Unis                                                 | Scary Movie 3                             | Scary Movie 3                                             | [réf. nécessaire] |
| Film de peur 4                                          | Drapeau des États-Unis                                                 | Scary Movie 4                             | Scary Movie 4                                             | [réf. nécessaire] |
| Sept                                                    | Drapeau des États-Unis                                                 | Seven (souvent écrit Se7en)               | Seven                                                     |                   |
| Une femme honorable                                     | Drapeau des États-Unis                                                 | A Good Woman                              | Séductrice, La                                            | [réf. nécessaire] |
| Attention, on tourne!                                   | Drapeau des États-Unis                                                 | State and Main                            | Séquences et Conséquences                                 | [réf. nécessaire] |
| Racoleuses                                              | Drapeau des États-Unis                                                 | Wild Things                               | Sexcrimes                                                 | [réf. nécessaire] |
| C'est quoi ton numéro?                                  | Drapeau des États-Unis                                                 | What's Your Number?                       | (S)ex List                                                | [réf. nécessaire] |
| Vivre pour danser                                       | Drapeau des États-Unis                                                 | Step Up                                   | Sexy Dance                                                |                   |
| Film d'amour                                            | Drapeau des États-Unis                                                 | Date Movie                                | Sexy Movie                                                |                   |
| Cowboy de Shanghai, Le                                  | Drapeau des États-Unis                                                 | Shanghai Noon                             | Shanghai Kid                                              | [réf. nécessaire] |
| Chevaliers de Shanghai, Les                             | Drapeau des États-Unis                                                 | Shanghai Knights                          | Shanghai Kid 2                                            | [réf. nécessaire] |
| Cœur circuit                                            | Drapeau des États-Unis                                                 | Short Circuit                             | Short Circuit                                             | [réf. nécessaire] |
| Rock n' nonne                                           | Drapeau des États-Unis                                                 | Sister Act                                | Sister Act                                                | [réf. nécessaire] |
| Rock n' nonne 2 : De retour au couvent                  | Drapeau des États-Unis                                                 | Sister Act 2: Back in the Habit           | Sister Act, acte 2                                        | [réf. nécessaire] |
| Correction, La                                          | Drapeau des États-Unis                                                 | Sleepers                                  | Sleepers                                                  |                   |
| Pouilleux millionnaire, Le                              | Drapeau du Royaume-Uni                                                 | Slumdog Millionaire                       | Slumdog Millionaire                                       |                   |
| Soldat, Le                                              | Drapeau des États-Unis                                                 | Soldier                                   | Soldier                                                   | [réf. nécessaire] |
| Sonic le hérisson                                       | Drapeau des États-Unis · Drapeau du Japon                              | Sonic the Hedgehog                        | Sonic, le film                                            | [réf. nécessaire] |
| SOS fantômes : L'au-delà                                | Drapeau des États-Unis                                                 | Ghostbusters: Afterlife                   | SOS Fantômes : L'Héritage                                 |                   |
| Ne réveillez pas une souris qui dort                    | Drapeau des États-Unis                                                 | MouseHunt                                 | Souris, La                                                |                   |
| Pacte du silence, Le                                    | Drapeau des États-Unis                                                 | I Know What You Did Last Summer           | Souviens-toi... l'été dernier                             | [réf. nécessaire] |
| Autre pacte du silence, L'                              | Drapeau des États-Unis                                                 | I Still Know What You Did Last Summer     | Souviens-toi... l'été dernier 2                           | [réf. nécessaire] |
| Pacte du silence : jusqu’à la mort, Le                  | Drapeau des États-Unis                                                 | I'll Always Know What You Did Last Summer | Souviens-toi... l'été dernier 3                           | [réf. nécessaire] |
| Vidéo sur demande                                       | Drapeau des États-Unis                                                 | Be Kind Rewind                            | Soyez sympas, rembobinez                                  | [réf. nécessaire] |
| Voici les Spartiates                                    | Drapeau des États-Unis                                                 | Meet the Spartans                         | Spartatouille                                             | [réf. nécessaire] |
| Clanches!                                               | Drapeau des États-Unis                                                 | Speed                                     | Speed                                                     | [réf. nécessaire] |
| Ça va clencher!                                         | Drapeau des États-Unis                                                 | Speed 2: Cruise Control                   | Speed 2 : Cap sur le danger                               |                   |
| Stage, Le                                               | Drapeau des États-Unis                                                 | Internship, The                           | Stagiaires, Les                                           |                   |
| Ennemi aux portes, L'                                   | Drapeau des États-Unis                                                 | Enemy at the Gates                        | Stalingrad                                                |                   |
| Patrouilleurs de l'espace, Les                          | Drapeau des États-Unis                                                 | Starship Troopers                         | Starship Troopers                                         |                   |
| Chef de gare, Le                                        | Drapeau des États-Unis                                                 | Station Agent, The                        | Station Agent, The                                        | [réf. nécessaire] |
| Escadron Suicide, L'                                    | Drapeau des États-Unis                                                 | Suicide Squad                             | Suicide Squad                                             |                   |
| Supermalades                                            | Drapeau des États-Unis                                                 | Superbad                                  | SuperGrave                                                | [réf. nécessaire] |
| Film de Super Héros                                     | Drapeau des États-Unis                                                 | Superhero Movie                           | Super Héros Movie                                         | [réf. nécessaire] |
| Sur les traces du Père Noël                             | Drapeau des États-Unis                                                 | The Santa Clause                          | Super Noël                                                | [réf. nécessaire] |
| Sur les traces du Père Noël 3 : La Clause Force Majeure | Drapeau des États-Unis                                                 | The Santa Clause 3: The Escape Clause     | Super Noël 3 : Méga Givré                                 | [réf. nécessaire] |
| Chauffeur de taxi                                       | Drapeau des États-Unis                                                 | Taxi Driver                               | Taxi Driver                                               | [réf. nécessaire] |
| Il pleut des hamburgers                                 | Drapeau des États-Unis                                                 | Cloudy with a Chance of Meatballs         | Tempête de boulettes géantes                              |                   |
| Une promenade inoubliable                               | Drapeau des États-Unis                                                 | A Walk to Remember                        | Temps d'un automne, Le                                    |                   |
| Il pleut des hamburgers 2                               | Drapeau des États-Unis                                                 | Cloudy with a Chance of Meatballs 2       | Île des Miam-nimaux : Tempête de boulettes géantes 2, L'' |                   |
| Terminateur                                             | Drapeau des États-Unis                                                 | Terminator, The                           | Terminator                                                | [réf. nécessaire] |
| Terminator 3 : La guerre des machines                   | Drapeau des États-Unis                                                 | Terminator 3: Rise of the Machines        | Terminator 3 : Le Soulèvement des machines                | [réf. nécessaire] |
| Terminator Rédemption                                   | Drapeau des États-Unis                                                 | Terminator Salvation                      | Terminator Renaissance                                    | [réf. nécessaire] |
| Terre interdite                                         | Drapeau des États-Unis                                                 | On Deadly Ground                          | Terrain miné                                              |                   |
| Couples en vacances                                     | Drapeau des États-Unis                                                 | Couples Retreat                           | Thérapie de couples                                       |                   |
| Thor : Amour et tonnerre                                | Drapeau des États-Unis                                                 | Thor: Love and Thunder                    | Thor: Love and Thunder                                    |                   |
| Montagnes russes, Les                                   | Drapeau des États-Unis                                                 | Rollercoaster                             | Toboggan de la mort, Le                                   |                   |
| Histoire de jouets                                      | Drapeau des États-Unis                                                 | Toy Story                                 | Toy Story                                                 |                   |
| Histoire de jouets 2                                    | Drapeau des États-Unis                                                 | Toy Story 2                               | Toy Story 2                                               | [réf. nécessaire] |
| Traître                                                 | Drapeau des États-Unis                                                 | Traitor                                   | Trahison                                                  | [réf. nécessaire] |
| Jour de formation                                       | Drapeau des États-Unis                                                 | Training Day                              | Training Day                                              |                   |
| Ferrovipathes                                           | Drapeau des États-Unis                                                 | Trainspotting                             | Trainspotting                                             |                   |
| Décision au sommet                                      | Drapeau des États-Unis                                                 | Executive Decision                        | Ultime Décision                                           |                   |
| Nuit la plus longue, La                                 | Drapeau des États-Unis                                                 | From Dusk Till Dawn                       | Une nuit en enfer                                         |                   |
| Suspects de convenance                                  | Drapeau des États-Unis                                                 | Usual Suspects, The                       | Usual Suspects                                            |                   |
| Dernières vacances, Les                                 | Drapeau des États-Unis                                                 | Last Holiday                              | Vacances sur ordonnance                                   | [réf. nécessaire] |
| Un ciel couleur vanille                                 | Drapeau des États-Unis                                                 | Vanilla Sky                               | Vanilla Sky                                               |                   |
| Paradis piégé                                           | Drapeau des États-Unis                                                 | Heaven's Prisoners                        | Vengeance froide                                          | [réf. nécessaire] |
| Renforts, Les                                           | Drapeau des États-Unis                                                 | Other Guys, The                           | Very Bad Cops                                             |                   |
| Retour de papa, Le                                      | Drapeau des États-Unis                                                 | Daddy's Home                              | Very Bad Dads                                             |                   |
| Mauvaise conduite                                       | Drapeau des États-Unis                                                 | Very Bad Things                           | Very Bad Things                                           |                   |
| Lendemain de veille                                     | Drapeau des États-Unis                                                 | Hangover                                  | Very Bad Trip                                             |                   |
| Sens Dessus Dessous                                     | Drapeau des États-Unis                                                 | Inside Out                                | Vice Versa                                                |                   |
| Maison Blanche en péril                                 | Drapeau des États-Unis                                                 | White House Down                          | White House Down                                          |                   |
| Quand les femmes s'en mêlent                            | Drapeau des États-Unis                                                 | Working Girl                              | Working Girl                                              | [réf. nécessaire] |
| Agent fait la farce 33 1/3, L'                          | Drapeau des États-Unis                                                 | Naked Gun 33 1/3: The Final Insult, The   | Y a-t-il un flic pour sauver Hollywood ?                  | [réf. nécessaire] |
| Agent fait la farce, L'                                 | Drapeau des États-Unis                                                 | Naked Gun, The                            | Y a-t-il un flic pour sauver la reine ?                   | [réf. nécessaire] |
| Agent fait la farce 2 1/2: L'odeur de la peur, L'       | Drapeau des États-Unis                                                 | Naked Gun 2 1/2: The Smell of Fear, The   | Y a-t-il un flic pour sauver le président ?               | [réf. nécessaire] |
| Et... ta mère aussi                                     | Drapeau du Mexique                                                     | Y tu mamá también                         | Y tu mamá también                                         | [réf. nécessaire] |
| Baby le chauffeur                                       | Drapeau des États-Unis · Drapeau du Royaume-Uni                        | Baby Driver                               | Baby Driver                                               |                   |